# ナポレオン岩
ナポレオン岩（ナポレオンいわ）あるいは沖瀬（ちゅうせ）は、鹿児島県の甑島列島にある無人島である。行政区域上は、薩摩川内市下甑町瀬々野浦に属する。

## 地理
下甑島の瀬々野浦港の沖にある標高127メートルの島。フランス皇帝ナポレオンの横顔に似ていることからこの名が付けられたとされる。甑島国定公園内にある。
すぐ東の高瀬崎には標高100メートルほどの岩塔、ヘタ沖瀬がある。

## ナポレオン岩、ヘタ沖瀬の登頂史
- 1981年8月 - 池沼慧と鮎沢清次の二人が初登頂[3][4][5][6]。
- 1995年8月 - 志水哲也が単独で第二登[7][6]。ヘタ沖瀬をトライするも敗退[7][8]。
- 2012年春 - 山野井泰史がヘタ沖瀬をトライしようとするも岩まで辿り着けず[8][9]。
- 2013年4月 - 小阪健一郎ら二人が第三登[10]。
- 2014年5月 - 小阪健一郎ら二人がヘタ沖瀬を初登頂[8]。

## 事故
2021年5月、ロッククライミングをしていた2人が悪天候のため身動きできなくなり、約21時間後に救出され、鹿児島市の病院にヘリコプターで搬送された。

## 観光
下甑島西岸の瀬々野浦（前の平展望所など）から見ることができる。中甑港発着の「観光船 かのこ」から見る場合は臨時便（遊覧西海岸コース）を予約する必要がある。

## ナポレオン岩が出てくる作品
- 山田貴敏『Dr.コトー診療所』1巻、小学館、2000年、14頁。
- ゆでたまご『キン肉マンII世』23巻、集英社、2003年。